# Piec wannowo-zmianowy
Piec wannowo-zmianowy (wanna szklarska) – rodzaj pieca do wytopu szkła składającego się z basenu, w którym znajduje się topiona masa szklana i z przestrzeni ogniowej znajdującej się ponad nim.